# Bainbridge Island (Washington)
Bainbridge Island je grad u američkoj saveznoj državi Washington. Prema popisu stanovništva iz 2010. u njemu je živjelo 23.025 stanovnika.